# Curling-Weltmeisterschaft der Herren 1999

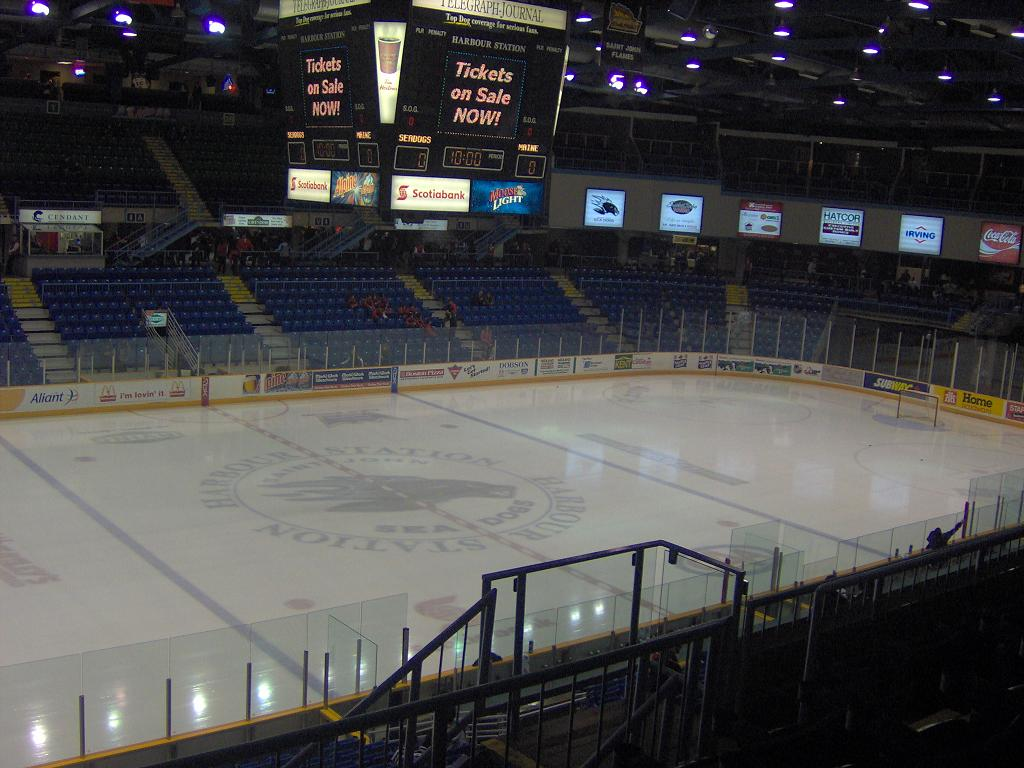
Die Harbour Station in Saint John

Die Curling-Weltmeisterschaft der Herren 1999 (offiziell: Ford World Men’s Curling Championship 1999) war die 41. Austragung (inklusive Scotch Cup) der Welttitelkämpfe im Curling der Herren. Sie wurde vom 3. bis 11. April des Jahres in der kanadischen Stadt Saint John, New Brunswick in der Harbour Station veranstaltet.
Die Curling-Weltmeisterschaft der Herren wurde in einem Rundenturnier (Round Robin) zwischen den Mannschaften aus Schottland, Kanada, den Vereinigten Staaten, Deutschland, Schweden, der Schweiz, Dänemark, Norwegen, Finnland und Neuling Neuseeland ausgespielt.
Die Spiele wurden auf zehn Ends angesetzt.
Wieder einmal trafen im Endspiel die beiden Kontrahenten aus Kanada und Schottland aufeinander. Nach zehn Ends stand es 5:5-Unentschieden, so musste ein Extra-End die Entscheidung bringen. Schottland gewann das elfte Ends mit 1:0-Steinen und wurde zum dritten Mal Weltmeister.
Die Schweiz sicherte sich im Spiel um den dritten Platz die Bronzemedaille gegen die Vereinigten Staaten mit 8:3 Steinen.

## Teilnehmende Nationen
| Dänemark | Deutschland | Finnland | Kanada | Neuseeland |
| --- | --- | --- | --- | --- |
| Hvidovre CC, Hvidovre Skip: Ulrik Schmidt Third: Lasse Lavrsen Second: Brian Hansen Lead: Carsten Svensgaard Ersatz: Frants Gufler Trainer: Bill Carey    | CC Füssen, Füssen Skip: Andreas Kapp Third: Ulrich Kapp Second: Oliver Axnick Lead: Sebastian Linkemann Ersatz: Alexander Huchel Trainer: Keith Wendorf | Vierumäki CR, Vierumäki Skip: Markku Uusipaavalniemi Third: Wille Mäkelä Second: Tommi Häti Lead: Jari Laukkanen Ersatz: Raimo Lind                      | Charleswood CC, Winnipeg, MB Skip: Jeff Stoughton Third: Jon Mead Second: Garry Vandenberghe Lead: Doug Armstrong Ersatz: Steve Gould Trainer: Jim Waite                | Ranfurly CC, Ranfurly Skip: Sean Becker Third: Hans Frauenlob Second: Jim Allan Lead: Lorne De Pape Ersatz: Darren Carson                                                     |
| Norwegen | Schottland | Schweden | Schweiz | Vereinigte Staaten |
| Stabekk CC, Oslo Skip: Pål Trulsen Third: Lars Vågberg Second: Flemming Davanger Lead: Bent Ånund Ramsfjell Ersatz: Thomas Ulsrud Trainer: Ole Ingvaldsen | Inverness CC, Inverness Skip: Hammy McMillan Third: Warwick Smith Second: Ewan MacDonald Lead: Peter Loudon Ersatz: Gordon Muirhead Trainer: Mike Hay   | Sundsvalls CK, Sundsvall Skip: Per Carlsén Third: Mikael Norberg Second: Tommy Olin Lead: Jan Strandlund Ersatz: Niklas Berggren Trainer: Stefan Larsson | Lausanne-Olympique CC, Lausanne Skip: Patrick Hürlimann Third: Dominic Andres Second: Martin Romang Lead: Diego Perren Ersatz: Patrik Lörtscher Trainer: Stephan Keiser | St. Paul CC, Saint Paul, MN Skip: Tim Somerville Third: Donald Jr. Barcome Second: Myles Brundidge Lead: John Gordon Ersatz: Mark Haluptzok Trainer: Raymond „Bud“ Somerville |

## Tabelle der Round Robin
| Schlüssel | Schlüssel                      |
| --------- | ------------------------------ |
|           | Qualifiziert für die Play-offs |
|           | Tie-Breaker                    |

| Platz | Team               | Spiele | Siege | Ndlg. |
| ----- | ------------------ | ------ | ----- | ----- |
| 1.    | Kanada             | 9      | 8     | 1     |
| 2.    | Schottland         | 9      | 6     | 3     |
| 3.    | Vereinigte Staaten | 9      | 6     | 3     |
| 4.    | Schweiz            | 9      | 5     | 4     |
| 5.    | Norwegen           | 9      | 5     | 4     |
| 6.    | Dänemark           | 9      | 5     | 4     |
| 7.    | Finnland           | 9      | 4     | 5     |
| 8.    | Deutschland        | 9      | 4     | 5     |
| 9.    | Schweden           | 9      | 2     | 7     |
| 10.   | Neuseeland         | 9      | 0     | 9     |

## Ergebnisse der Round Robin

### Runde 1
| Schweden | Deutschland |
| 4        | 10          |

| Dänemark | Schottland |
| 7        | 3          |

| Norwegen | Schweiz |
| 9        | 6       |

| Neuseeland | Vereinigte Staaten |
| 5          | 8                  |

| Kanada | Finnland |
| 7      | 5        |

### Runde 2
| Vereinigte Staaten | Schottland |
| 4                  | 7          |

| Finnland | Norwegen |
| 10       | 7        |

| Schweden | Dänemark |
| 6        | 7        |

| Schweiz | Kanada |
| 4       | 9      |

| Deutschland | Neuseeland |
| 7           | 6          |

### Runde 3
| Norwegen | Schweden |
| 7        | 6        |

| Schweiz | Neuseeland |
| 10      | 4          |

| Schottland | Kanada |
| 5          | 6      |

| Finnland | Deutschland |
| 1        | 11          |

| Dänemark | Vereinigte Staaten |
| 6        | 7                  |

### Runde 4
| Deutschland | Dänemark |
| 5           | 6        |

| Kanada | Schweden |
| 8      | 3        |

| Vereinigte Staaten | Finnland |
| 4                  | 2        |

| Schottland | Schweiz |
| 10         | 7       |

| Neuseeland | Norwegen |
| 6          | 10       |

### Runde 5
| Schweiz | Finnland |
| 8       | 5        |

| Neuseeland | Dänemark |
| 3          | 8        |

| Kanada | Norwegen |
| 9      | 6        |

| Vereinigte Staaten | Schweden |
| 7                  | 10       |

| Schottland | Deutschland |
| 6          | 5           |

### Runde 6
| Kanada | Vereinigte Staaten |
| 7      | 4                  |

| Schottland | Finnland |
| 3          | 8        |

| Neuseeland | Schweden |
| 3          | 8        |

| Deutschland | Norwegen |
| 4           | 5        |

| Schweiz | Dänemark |
| 6       | 5        |

### Runde 7
| Schottland | Neuseeland |
| 6          | 5          |

| Norwegen | Vereinigte Staaten |
| 7        | 8                  |

| Schweiz | Deutschland |
| 5       | 4           |

| Kanada | Dänemark |
| 11     | 4        |

| Finnland | Schweden |
| 7        | 4        |

### Runde 8
| Dänemark | Norwegen |
| 1        | 9        |

| Deutschland | Kanada |
| 9           | 4      |

| Finnland | Neuseeland |
| 7        | 4          |

| Schweden | Schottland |
| 6        | 8          |

| Vereinigte Staaten | Schweiz |
| 11                 | 4       |

### Runde 9
| Neuseeland | Kanada |
| 6          | 7      |

| Schweden | Schweiz |
| 4        | 7       |

| Deutschland | Vereinigte Staaten |
| 5           | 7                  |

| Dänemark | Finnland |
| 6        | 5        |

| Norwegen | Schottland |
| 3        | 8          |

## Tie-Breaker

### Runde 1
| Schweiz | Dänemark |
| 7       | 4        |

### Runde 2
| Schweiz | Norwegen |
| 5       | 4        |

## Play-off

### Turnierbaum
|  | Halbfinale | Halbfinale         | Halbfinale |                  |  | Finale | Finale             | Finale |
|  |            |                    |            |                  |  |        |                    |        |
|  |            |                    |            |                  |  |        |                    |        |
|  | 1          | Kanada             | 8          |                  |  |        |                    |        |
|  | 4          | Schweiz            | 5          |                  |  | 1      | Kanada             | 5      |
|  |            |                    |            |                  |  | 2      | Schottland         | 6      |
|  |            |                    |            |                  |  |        |                    |        |
|  |            |                    |            | Spiel um Platz 3 |  |        |                    |        |
|  | 2          | Schottland         | 6          |                  |  |        |                    |        |
|  | 3          | Vereinigte Staaten | 4          |                  |  | 3      | Vereinigte Staaten | 3      |
|  |            |                    |            |                  |  | 4      | Schweiz            | 8      |
|  |            |                    |            |                  |  |        |                    |        |

### Halbfinale
| Schweiz | Kanada |
| 5       | 8      |

| Schottland | Vereinigte Staaten |
| 6          | 4                  |

### Spiel um die Bronzemedaille
| Schweiz | Vereinigte Staaten |
| 8       | 3                  |

### Finale
| Team       |  | 1 | 2 | 3 | 4 | 5 | 6 | 7 | 8 | 9 | 10 | 11 | Gesamt |
| ---------- |  | - | - | - | - | - | - | - | - | - | -- | -- | ------ |
| Kanada     |  | 0 | 1 | 0 | 0 | 1 | 0 | 1 | 0 | 0 | 2  | 0  | 5      |
| Schottland |  | 1 | 0 | 1 | 0 | 0 | 2 | 0 | 1 | 0 | 0  | 1  | 6      |

## Endstand
| Platz | Land               |
| ----- | ------------------ |
| 1     | Schottland         |
| 2     | Kanada             |
| 3     | Schweiz            |
| 4     | Vereinigte Staaten |
| 5     | Norwegen           |
| 6     | Dänemark           |
| 7     | Deutschland        |
| 8     | Finnland           |
| 9     | Schweden           |
| 10    | Neuseeland         |